# غونتر زاكس
غونتر زاكس (بالألمانية: Günther Sachs)‏ هو قائد عسكري ألماني، ولد في 4 مايو 1903 في شبرينغه في ألمانيا، وتوفي في 15 يوليو 1962 في البندقية في إيطاليا.